# Astrologo (Bega)
Astrologo è un dipinto di Cornelis Bega. Eseguito nel 1663, è conservato nella National Gallery di Londra.

## Descrizione
L'abbigliamento dell'uomo, il grande mappamondo sullo sfondo e lo studio di mano disegnato sul libro aperto suggeriscono che il soggetto della tela sia un astrologo e un chiromante. Il dipinto sembrerebbe appartenere a un particolare filone pittorico risalente a Dürer in cui gli autori di studi e i seguaci di discipline rivelatesi futili erano mostrati in situazioni di sconforto.